# Абсолютные практические электрические единицы
Абсолютные практические электрические единицы — система единиц измерения, установленная для практических электрических измерений 1-м Международным конгрессом электриков в 1881 году.

## Причины появления
В системе СГС некоторые электрические единицы измерения для практического применения были слишком велики или слишком малы. Поэтому, единицы электрического сопротивления (ом) и разности потенциалов (вольт) были установлены как кратные от соответствующих единиц системы СГСМ (ом = ⋅109 единиц СГСМ, вольт = ⋅108 единиц СГСМ). Другие единицы — ампер, кулон, джоуль выводились как производные от ома и вольта.

## Развитие
С 30-х годов XX века абсолютные практические электрические единицы вошли в систему единиц МКСА, являвшейся развитием системы единиц МКС и основанной на 4 единицах: метре, килограмме, секунде и ампере.
В связи с принятием в 1960 году XI Генеральной конференцией по мерам и весам Международной системы единиц (СИ), абсолютные практические электрические единицы вошли в неё вместе с системой МКСА и утратили самостоятельное значение.